# Belleville-en-Caux
Belleville-en-Caux is een gemeente in het Franse departement Seine-Maritime (regio Normandië) en telt 357 inwoners (1999). De plaats maakt deel uit van het arrondissement Dieppe.

## Geografie
De oppervlakte van Belleville-en-Caux bedraagt 4,4 km², de bevolkingsdichtheid is 81,1 inwoners per km².
De onderstaande kaart toont de ligging van Belleville-en-Caux met de belangrijkste infrastructuur en aangrenzende gemeenten.

## Demografie
Onderstaande figuur toont het verloop van het inwonertal (bron: INSEE-tellingen).